# Kvikkjokk
Kvikkjokk ist ein kleines nordschwedisches Dorf in Lappland mit einer ständigen erwachsenen Bevölkerung von 22 Personen (Stand August 2025) und als Ausgangs- bzw. Endpunkt für Touren in die von dort nördlich liegenden Nationalparks Sarek und Padjelanta sowie angrenzende Gebiete bekannt.

## Geografische Lage
Kvikkjokk liegt in der östlichen Abflachung der Skanden etwa 43 Kilometer nördlich des arktischen Polarkreises und auf der Straße etwa 120 Kilometer nordwestlich von Jokkmokk an einem Binnendelta des Darreädno (Tarraälven) an der Mündung des Gamájåhkå (Kamajokk). Die Entfernung zur norwegischen Küste beträgt etwa 130 Kilometer.

## Klima
Da lediglich drei Monate eine Durchschnittstemperatur von über 10 °C aufweisen und der kälteste Monat −3 °C nicht übersteigt, wird Kvikkjokk der subarktischen Klimazone (Effektive Klimaklassifikation: Dfc) zugerechnet. Das Klima zeichnet sich durch sehr lange, kalte Winter aus, die oftmals bereits mit dem ersten Schneefall Anfang Oktober beginnen und meist erst Mitte Mai mit dem Verschwinden des letzten Schnees enden. Im kühlen und kurzen Sommer fällt weitaus mehr Niederschlag als im trotzdem recht schneereichen Winter. Durch das umliegende Gebirge vom maritimen Einfluss geschützt, ist das Klima in Kvikkjokk weitaus kontinentaler als die Nähe zur Küste Norwegens erwarten lässt, was unter anderem dazu führt, dass im Winter, begünstigt durch die Tallage, in Kvikkjokk oftmals die tiefsten Nachttemperaturen Schwedens aufgezeichnet werden.
Lange Zeit waren die −43,0 °C vom 1. Januar 1918 die kälteste in Kvikkjokk gemessene Temperatur, bevor während einer ausgeprägten Kältewelle in Nordskandinavien und Finnland Anfang 2024 in der Nacht auf 3. Januar −43,6 °C registriert wurden. Für die höchste je gemessene Temperatur stand lange der 1. Juli 1945 mit 32,0 °C zu Buche, jedoch vergeht seit den 2010er Jahren kaum ein Sommer, in dem nicht ein neuer Hitzerekord verzeichnet wird. Aktuell ist der 27. Juli 2019 mit 33,1 °C der Wärmerekord für die SMHI-Wetterstation Kvikkjokk-Årrenjarka. Weitere Extremwerte waren am 25. Juni 1919 der höchste Tagesniederschlag mit 58,0 Millimetern und am 1. März 1906 eine Rekordschneehöhe von 159 Zentimetern. Das Maximum der Schneedecke eines Winters beträgt im Durchschnitt 98 Zentimeter und die tiefste gemessene Höchsttemperatur eines Jahres betrug 1962 21,9 °C, wobei sie meist zwischen 25 °C und 27 °C liegt.
|                        | Jan   | Feb   | Mär  | Apr  | Mai  | Jun  | Jul  | Aug  | Sep  | Okt  | Nov  | Dez   |   |       |
| Mittl. Temperatur (°C) | −15,2 | −12,7 | −7,8 | −1,6 | 4,7  | 10,5 | 12,6 | 10,7 | 5,3  | 0,0  | −8,1 | −13,0 | ⌀ | −1,2  |
|                        |       |       |      |      |      |      |      |      |      |      |      |       |   |       |
| Niederschlag (mm)      | 40,9  | 33,0  | 32,5 | 28,0 | 39,1 | 52,8 | 93,8 | 77,0 | 66,3 | 59,3 | 49,3 | 44,8  | Σ | 616,8 |

|  |

|  |

|  |

|  |

|  |

|  |

|  |

|  |

|  |

|  |

|  |

|  |

|  |

|  |

|  |

|  |

|  |

|  |

|  |

|  |

|  |

|  |

|  |

|  |

## Geschichte
Bereits aus der Steinzeit und später aus der Zeit der Wikinger gibt es Überreste in der Gegend von Kvikkjokk. Vor allem jedoch wurde der Ort geprägt von den samischen Bewohnern, die bis heute einen Großteil der Bevölkerung ausmachen. Alte samische Opferstellen liegen in der Nähe Kvikkjokks.
Als im 17. Jahrhundert im Sarek am Alkajaure in der Nähe der heutigen Kapelle Silber gefunden wurde, entstand westlich des heutigen Ortskernes am gegenüberliegenden Ufer des Gamajåhka (Kamajokk) eine erste Siedlung. Teile der Anlagen zur Silberverarbeitung haben sich bis heute erhalten. Aus dieser Zeit stammen auch die älteren Teile der Kirche von Kvikkjokk.
Im Rahmen seiner Lappland-Expedition weilte 1732 Carl von Linné vor Ort. Diese Reise hat er in seiner Lappländischen Reise beschrieben.

## Kultur und Sehenswürdigkeiten
Sehenswert sind die Holzkirche, die Überreste des Silberbergbaus aus dem 17. Jahrhundert und die Stromschnellen des Gamájåhkå (Kamajåkk).

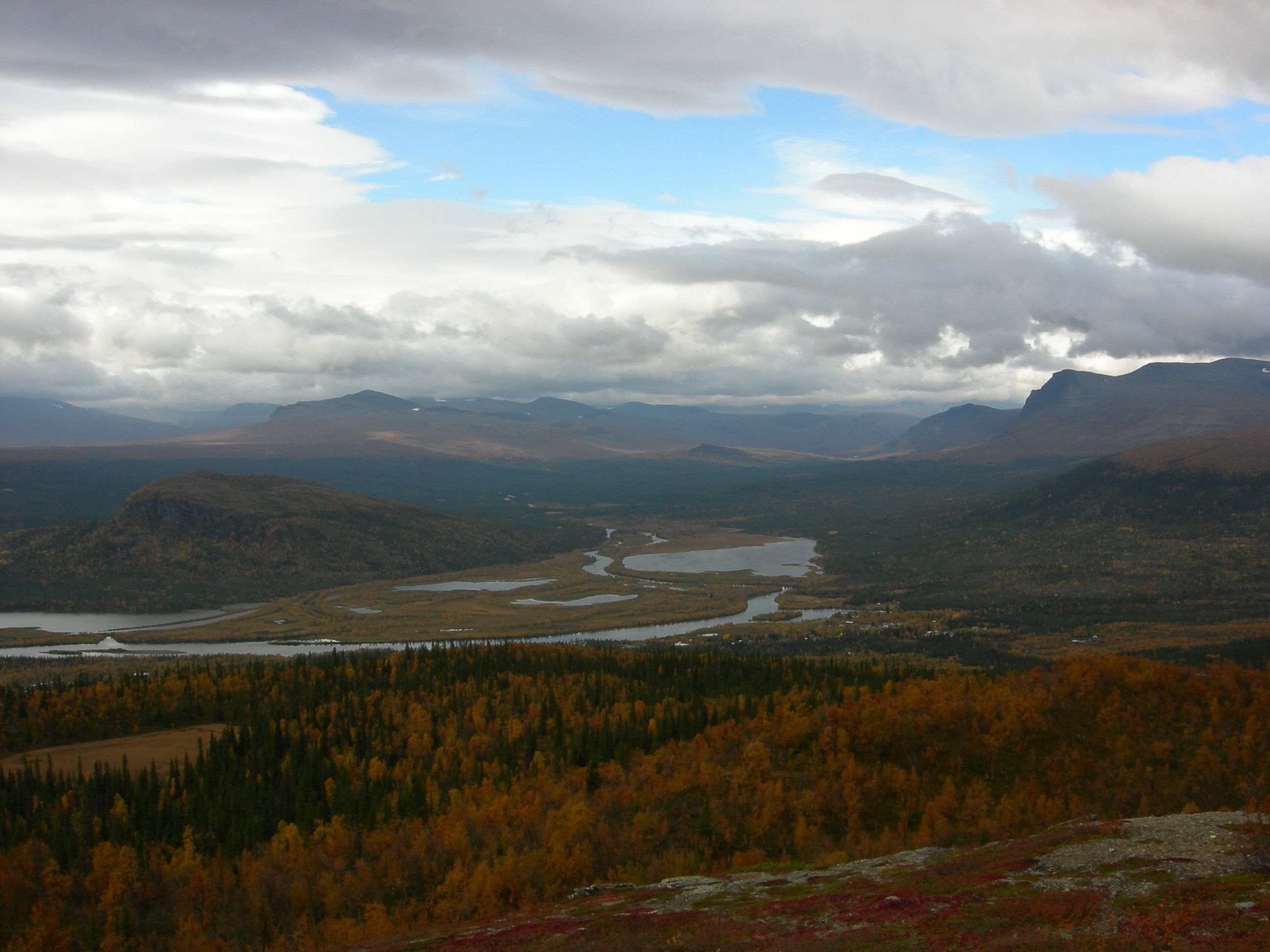
Gesamtansicht vom Hausberg Sjnjerak (888 m) aus
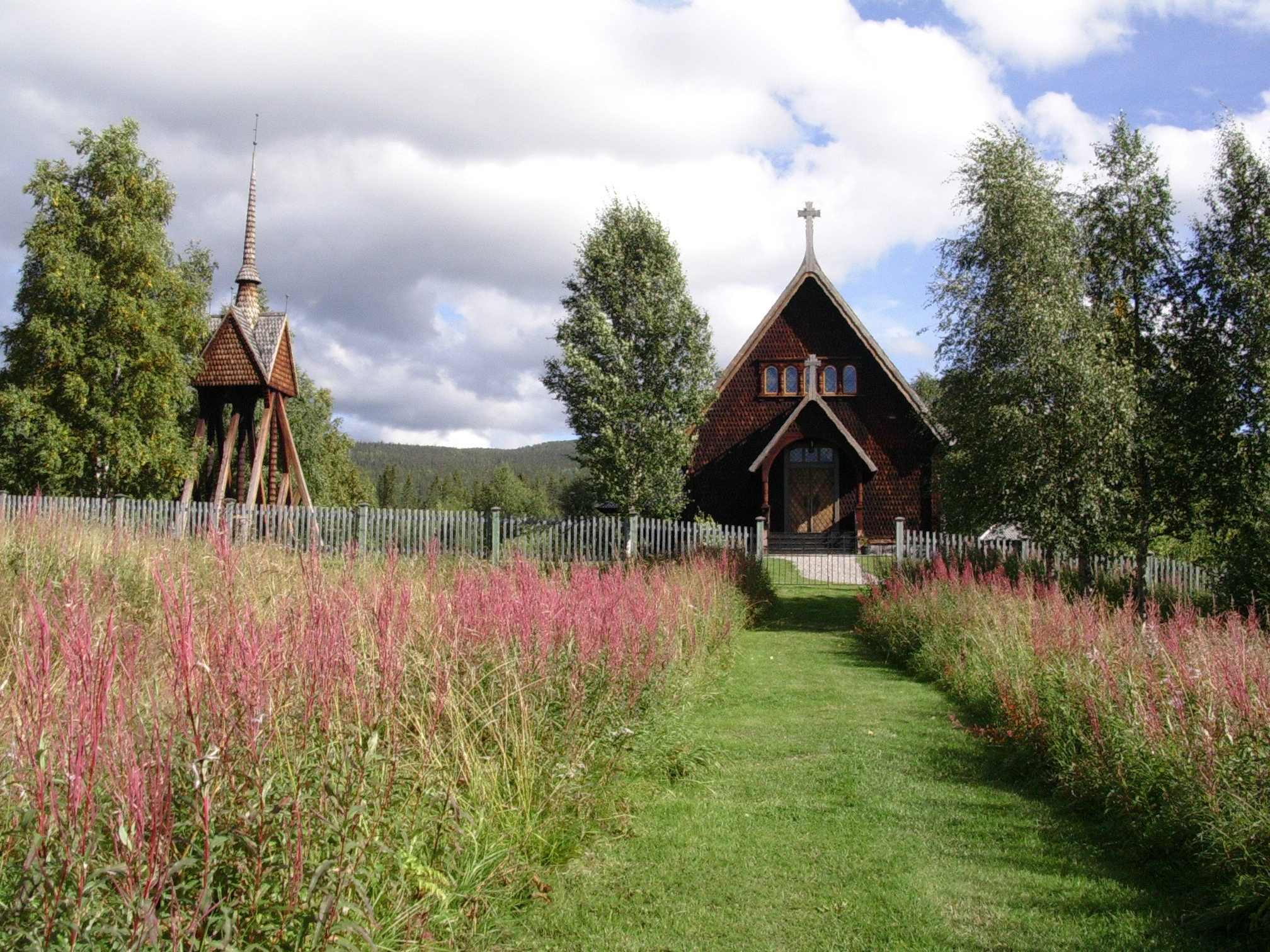
Die 1907 geweihte Kirche
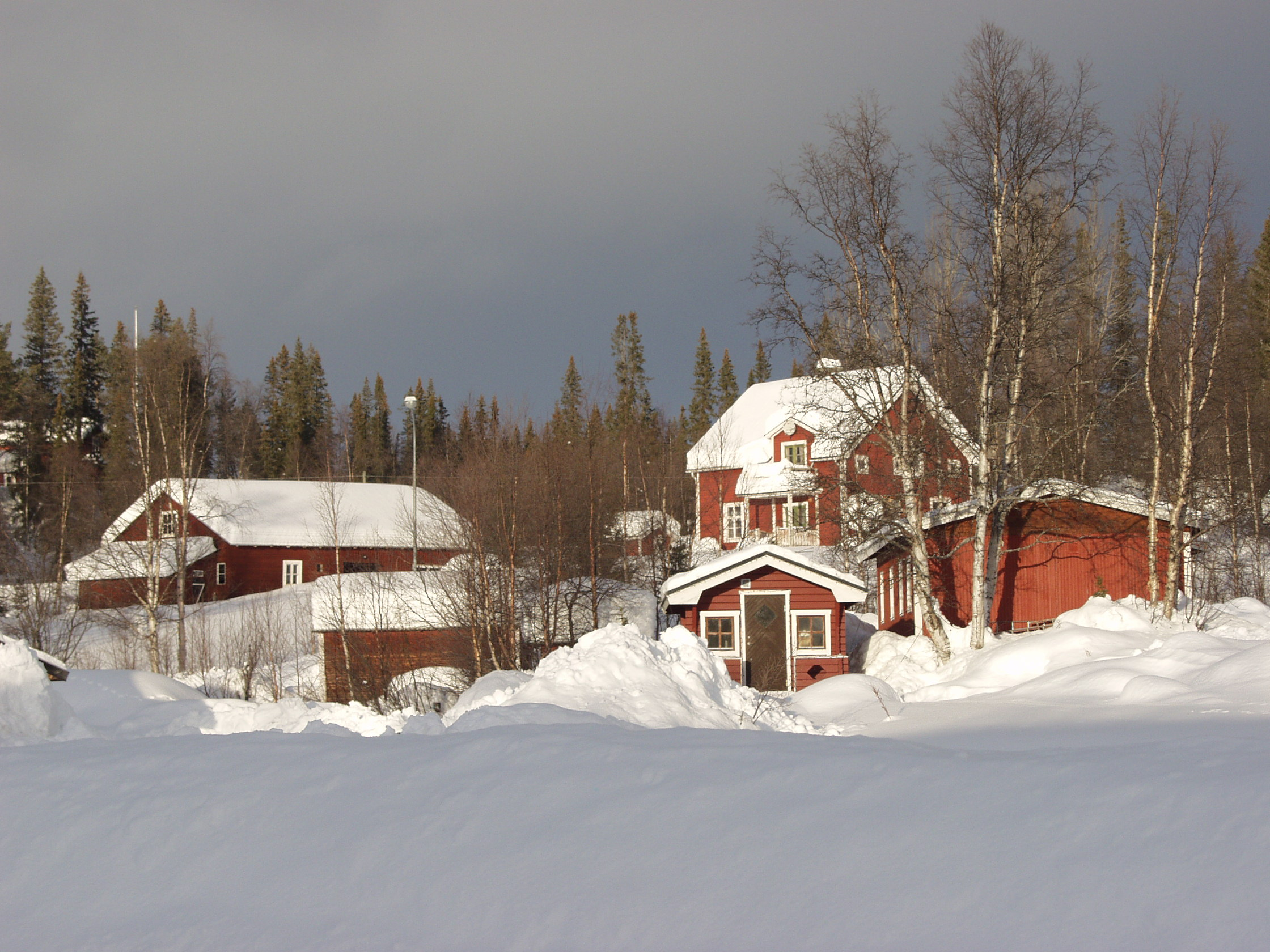
Der Ortskern im Winter 2005
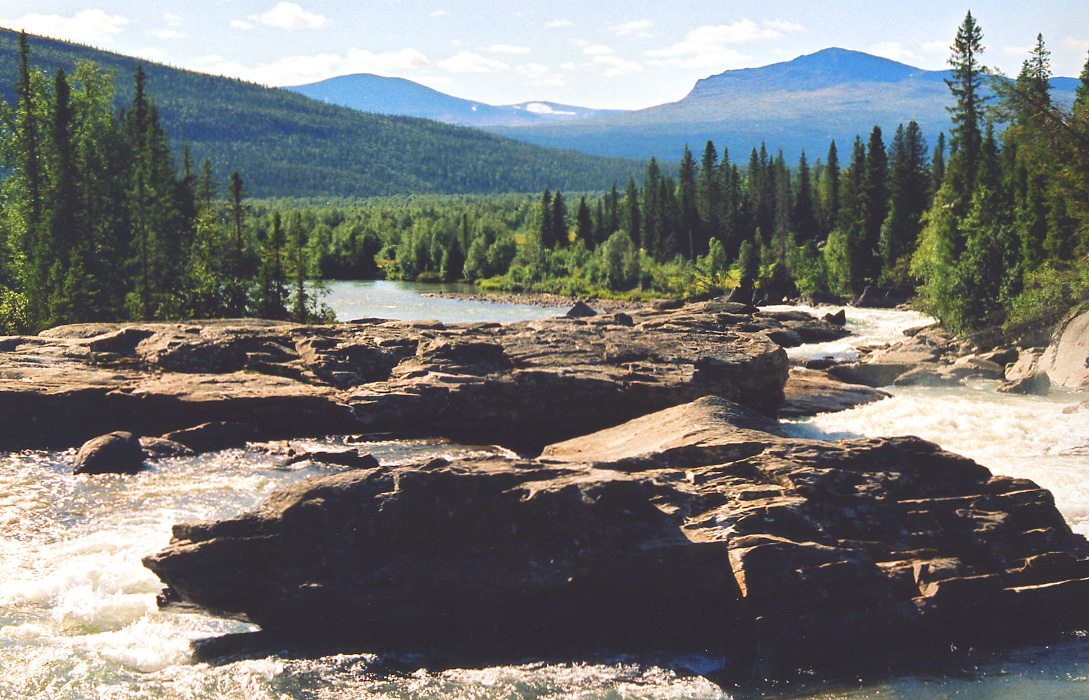
Der Gamájåhkå kurz vor seiner Mündung

## Wirtschaft und Infrastruktur

### Verkehr
Auf dem Landweg ist Kvikkjokk einzig über den dort endenden, gut 100 Kilometer langen Länsväg 805 von der Europastraße 45 zwischen Jokkmokk und Gällivare aus zu erreichen.
Die Omnibusse der Länstrafiken i Norrbotten fahren den Ort von Jokkmokk aus an, wo wiederum Anschluss an die Inlandsbanan und Busverbindungen zu den Bahnhöfen der Stambanan Norrland in Älvsbyn und Boden sowie der Malmbanan in Murjek und Luleå bestehen. Der nächste Flugplatz ist der für die zivile Luftfahrt freigegebene Militärflugplatz Jokkmokk 140 Kilometer südöstlich, die nächsten internationalen Verbindungen gibt es vom Flughafen Arvidsjaur aus, der knapp 280 Kilometer südlich liegt.

### Fernwanderwege
Durch den Ort führt der Kungsleden; der Padjelantaleden und ein Arm des Nordkalottleden beginnen beziehungsweise enden dort.

## Tourismus
Durch seine Lage am Ostrand des schwedischen Fjälls ist Kvikkjokk Ausgangs- bzw. Endpunkt für Ausflüge in die Nationalparks Sarek und Padjelanta sowie die angrenzenden Gebiete.

### Wanderwege
Es gibt Wanderwege zu den Gipfeln der direkt umliegenden Berge Vállenulppe (Prinskullen), Nammásj und dem Hausberg Sjnjerak. Ein weiterer Wanderweg führt zu einer alten Mühle aus dem 18. Jahrhundert. Entlang der Berge Sjnjerak und Gassavárre führt ein etwa 23 Kilometer langer Wanderweg nach Årrenjarka.

### Kanu/Bootstouren
In der Fjällstation gibt es einen Kanuverleih, sodass beispielsweise das Flussdelta erkundet oder bis zum „Badesee“ von Kvikkjokk gepaddelt werden kann. Die Wassertemperaturen können im Sommer bei entsprechender Witterung bis zu 18 °C erreichen. Es gibt außerdem geführte Motorboot-Touren.